# Монтерей (округ, Каліфорнія)
Шаблон:StateAbbr_ 36°14′ пн. ш. 121°19′ зх. д. / 36.24° пн. ш. 121.31° зх. д.
Округ Монтерей (англ. Monterey County) — округ (графство) у штаті Каліфорнія, США. Ідентифікатор округу 06053.

## Історія
Округ утворений 1850 року.

## Демографія
За даними перепису
2000 року
загальне населення округу становило 401762 осіб, зокрема міського населення було 357423, а сільського — 44339.
Серед мешканців округу чоловіків було 207941, а жінок — 193821. В окрузі було 121236 домогосподарств, 87931 родин, які мешкали в 131708 будинках.
Середній розмір родини становив 3,65.
Віковий розподіл населення поданий у таблиці:
| Стать    | До 15 років | 15-21 | 22-29 | 30-39 | 40-49 | 50-65 | 65-85 | Понад 85 |
| -------- | ----------- | ----- | ----- | ----- | ----- | ----- | ----- | -------- |
| Чоловіки | 49192       | 23332 | 28389 | 34817 | 29697 | 25389 | 15524 | 1601     |
| Жінки    | 46664       | 19840 | 22415 | 28690 | 27149 | 25889 | 20076 | 3098     |

## Виноски
1. ↑  U.S. Decennial Census. United States Census Bureau. Архів оригіналу за 19 липня 2018. Процитовано 28 вересня 2015.
2. ↑  Historical Census Browser. University of Virginia Library. Архів оригіналу за 11 серпня 2012. Процитовано 28 вересня 2015.
3. ↑  Forstall, Richard L., ред. (27 березня 1995). Population of Counties by Decennial Census: 1900 to 1990. United States Census Bureau. Архів оригіналу за 24 вересня 2015. Процитовано 28 вересня 2015.
4. ↑  Census 2000 PHC-T-4. Ranking Tables for Counties: 1990 and 2000 (PDF). United States Census Bureau. 2 квітня 2001. Архів оригіналу (PDF) за 18 грудня 2014. Процитовано 28 вересня 2015.
5. ↑  State & County QuickFacts. United States Census Bureau. Архів оригіналу за 15 липня 2011. Процитовано 4 квітня 2016.(англ.) Наведено за англійською вікіпедією.
6. ↑  American FactFinder. Бюро перепису населення США. Архів оригіналу за 26 лютого 2012. Процитовано 31 січня 2008.

| США | Це незавершена стаття з географії США. Ви можете допомогти проєкту, виправивши або дописавши її. |